# Som du ser meg
Pour plus de détails, voir Fiche technique et Distribution.
Som du ser meg (litt. Comme tu me vois) est un film dramatique norvégien  écrit et réalisé par Dag Johan Haugerud et sorti en 2012.
Il a été nommé pour le Prix du film du Conseil nordique 2013.
La première mondiale du film a eu lieu au Festival international du film norvégien 2012, où il remporte le (Nordic Council Film Prize [Prix du film nordique]), d'une valeur de 75 000 NOK.

## Synopsis
Trois personnes, chacune avec ses propres particularités, sont durement touchées car elles sont obligées de faire des choix qu'elles ne veulent pas faire. Ce qui peut sembler insignifiant dans la vie d'une personne peut déclencher une crise existentielle dans la vie de l'autre.

## Fiche technique
- Titre original : Som du ser meg
- Réalisation : Dag Johan Haugerud
- Scénario : Dag Johan Haugerud
- Photographie : Kim Hiorthøy
- Montage : Jens Christian Fodstad
- Musique : Peder Kjellsby
- Costumes : Bente Ulvik
- Production : Yngve Sæther
- Sociétés de production :
- Pays de production : Norvège
- Langue originale : norvégien
- Format : couleur
- Genre : drame
- Durée : 118 minutes
- Dates de sortie[3] :
  - Norvège : 14 septembre 2012

## Distribution
- Andrine Sæther : Forfatteren
- Jan Gunnar Røise : Instruktøren
- Laila Goody : Lise Gundersen
- Henriette Steenstrup : Ann-Kristin
- Ragnhild Hilt : Grete Maigret
- Trine Wiggen : Avdelingssykepleier
- Fridtjov Såheim : Lises mann
- Ada Sophie Bakk Haug : Lises datter
- Birgitte Larsen : Siri Helene Kvernland
- Eva Dons : Anne Mona Lerkevåg
- Julianne Lauritzen : Sykepleier
- Thomas Underhaug Fosseli : Sykepleier
- Iver Innset : Mads
- Andrea Bræin Hovig : Anne Hagen
- Lukas Andreassønn Utnem : Anne Hagens baby
- Marita Holmeset-Varpe : Resepsjonist
- Hans-Jørgen Osnes : Arne Hagen
- Shaun Henrik Matheson : Lars
- Tuva Hølmebakk : Marianne
- Ingunn Beate Øyen : Elisabeth (as Ingunn Øyen)
- Cecilie Lindeman Steen : Ingunn
- Lars Jacob Holm : Even
- Anne Marit Jacobsen : Inger
- Kari Onstad Winge : Astrid (as Kari Onstad)
- Ane Dahl Torp : Vibeke
- Kai Remlov : Kristian

## Récompenses et distinctions
Aux prix Amanda 2013, le film remporte le premier prix (Meilleur long métrage) ainsi que les prix de la meilleure actrice (Laila Goody (no)), du meilleur scénario original (Dag Johan Haugerud) et du meilleur réalisateur (Dag Johan Haugerud).
- (en) Som du ser meg: Awards, sur l'Internet Movie Database